# 博考哈佐
博考哈佐，是匈牙利佐洛州所辖的一个村，总面积6.70平方公里，总人口323，人口密度48.2人/平方公里（2010年1月1日）。